# Route nationale 500
Die N500 war von 1933 bis 1973 eine französische Nationalstraße, die in zwei Teilen zwischen Firminy und der N88 bei Châteauneuf-de-Randon verlief. ihre Gesamtlänge betrug 141 Kilometer. Der Abschnitt zwischen Langogne und der N88 wurde 1978 von der N88 übernommen und ist noch heute eine Nationalstraße.